# Noboru Nakamura
Noboru Nakamura (中村登, Nakamura Noboru) est un réalisateur japonais né le 4 août 1913 et mort le 20 mai 1981.

## Biographie
Noboru Nakamura nait le 4 août 1913 à Shitaya dans l'actuel arrondissement de Taitō à Tokyo. Une fois diplômé de la faculté de lettre de l'Université de Tokyo, il entre à la Shōchiku en 1936 comme assistant réalisateur et travaille notamment avec Torajirō Saitō, Kōzaburō Yoshimura et Yasujirō Shimazu aux studios Ofuna de la Shōchiku. Promu réalisateur, il fait ses débuts en 1941 avec un documentaire Vie et rythme (Seikatsu to rizumu), sa première œuvre de fiction L'Idéal du mariage (Kekkon no riso) sort la même année.
Plusieurs de ses films participent à des festivals internationaux, en 1952 Vagues (Nami) fait partie de la sélection officielle du festival de Cannes et deux de ses films sont nommés pour l'Oscar du meilleur film en langue étrangère, Kyoto (Koto) en 1964 puis Portraits de Chieko (Chieko-shō) en 1968.
Il est choisi pour réaliser The Go Masters (Mikan no taikyoku), une coproduction sino-japonaise centrée sur l'amitié de deux grands joueurs de go, l'un Japonais, l'autre Chinois, mise à mal par la guerre qui oppose les deux pays. Mais la préparation du film est si longue, chaque détail étant soigneusement discuté par les deux parties, que Noboru Nakamura tout comme l'acteur principal chinois meurent avant le début du tournage. Le film sort finalement en 1982 et c'est Jun'ya Satō qui remplace Nakamura.
Noboru Nakamura meurt le 20 mai 1981. Il a réalisé plus de 80 films et a écrit une quinzaine de scénarios entre 1940 et 1979.

## Filmographie

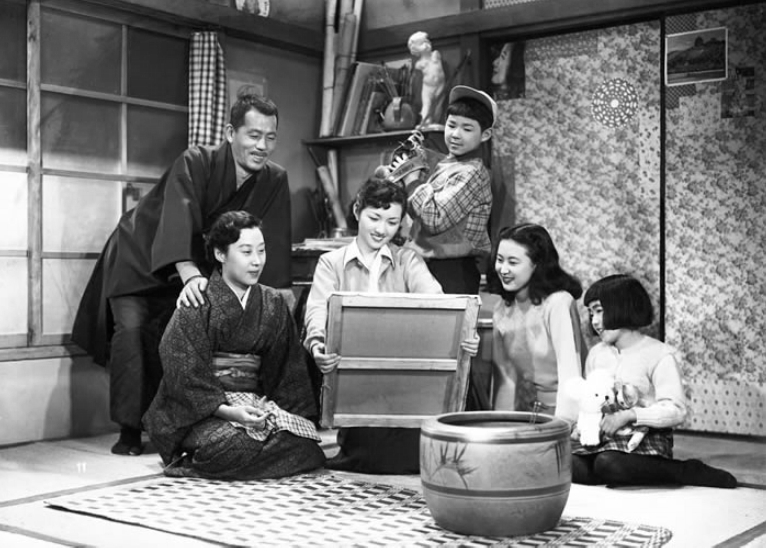
De gauche à droite : Chishū Ryū, Isuzu Yamada, Hideko Takamine et des enfants dans Le Plaisir en famille (1951).

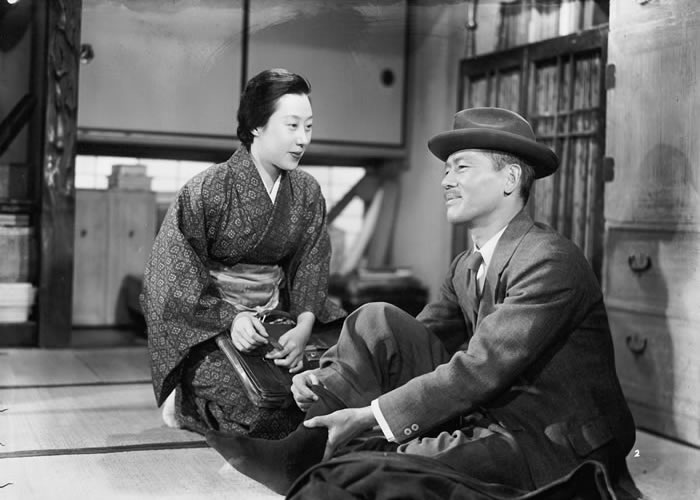
Isuzu Yamada et Chishū Ryū dans Le Plaisir en famille (1951).

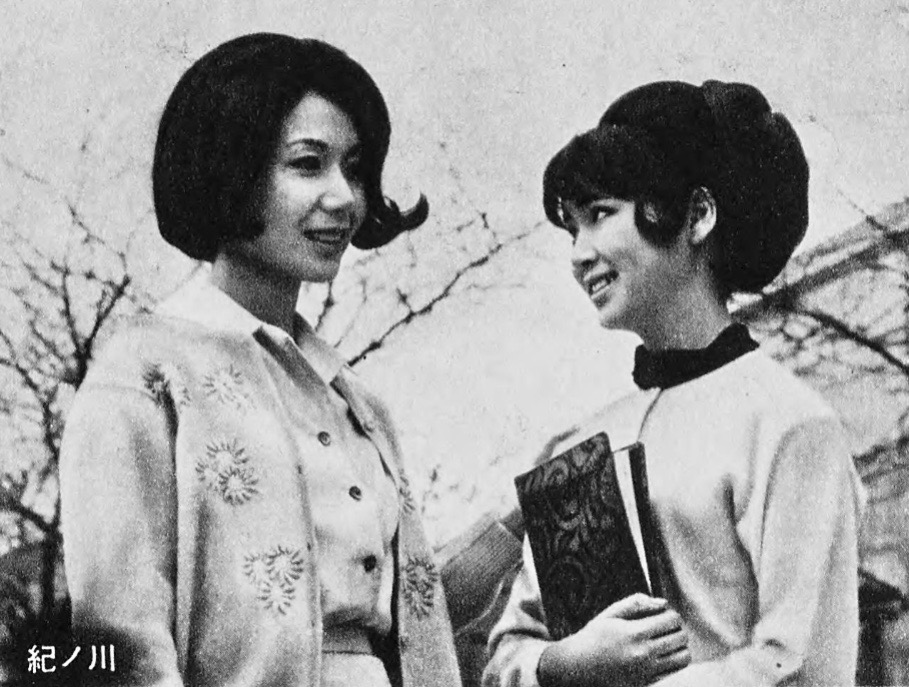
Shima Iwashita (à gauche) dans ' (1966).

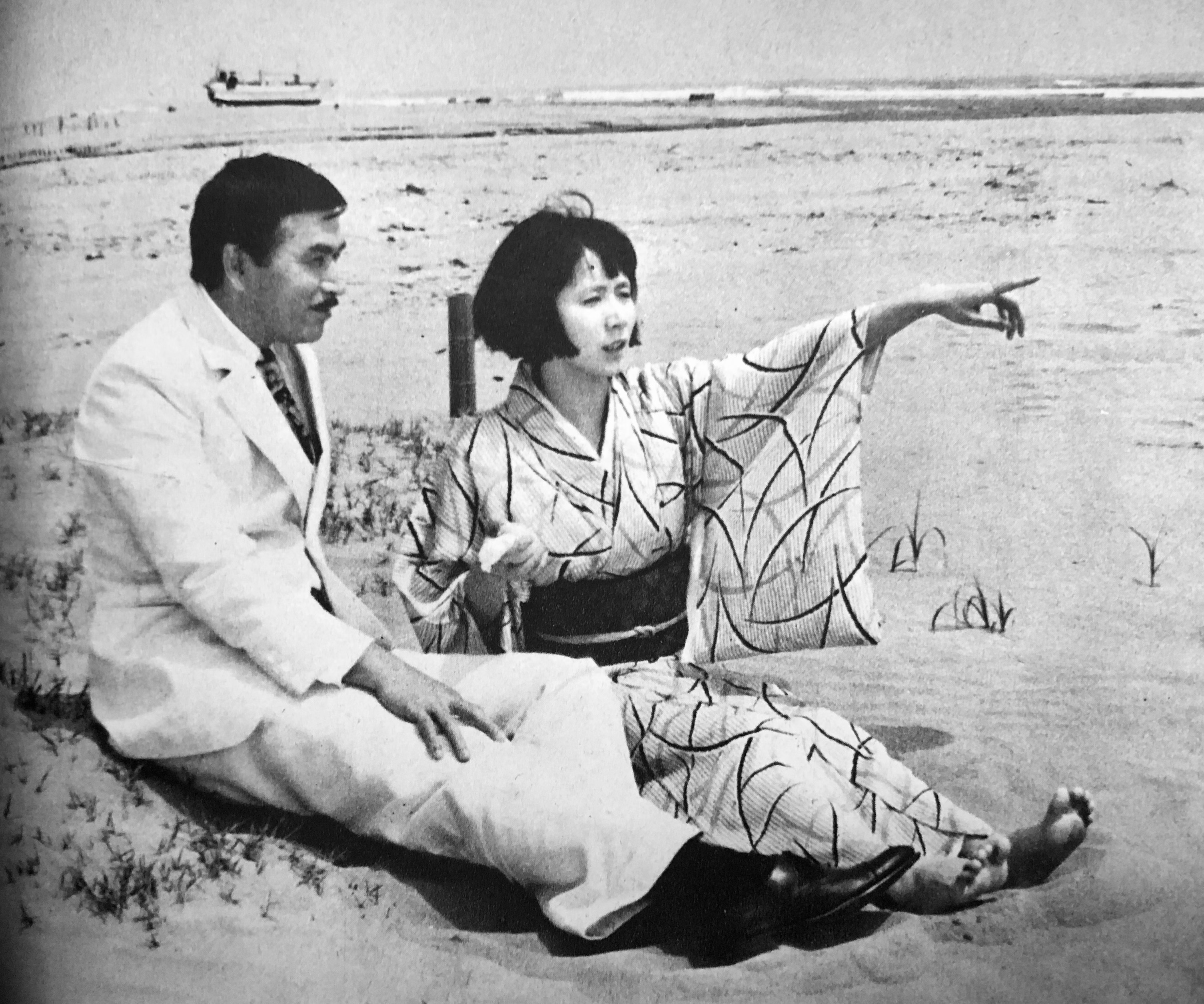
Tetsurō Tanba et Shima Iwashita dans Portraits de Chieko (1967).

Sauf indication contraire, la filmographie de Noboru Nakamura est établie à partir de la base de données JMDb et les titres en rōmaji se basent sur la filmographie de Noboru Nakamura dans l'ouvrage A Critical Handbook of Japanese Film Directors d'Alexander Jacoby.

### Comme réalisateur
La mention « +Scénariste » indique que Noboru Nakamura est aussi auteur du scénario.

#### Années 1940
- 1941 : Vie et rythme (生活とリズム, Seikatsu to rizumu?) (documentaire)[1]
- 1941 : L'Idéal du mariage (結婚の理想, Kekkon no riso?)
- 1942 : Aratanaru kōfuku (新たなる幸福?)
- 1942 : Ningen dōshi (人間同志?)
- 1942 : Le Courage de l'homme (男の意気, Otoko no iki?) +Scénariste
- 1943 : Kohan no wakare (湖畔の別れ?)
- 1946 : Nikoniko taikai (ニコニコ大会 歌の花籠 第二篇?) coréalisé avec Hideo Ōba et Yūzō Kawashima[8]
- 1946 : Ai no senkusha (愛の先駆者?)
- 1946 : Omitsu no endan (お光の縁談?) co-réalisé avec Tadao Ikeda
- 1947 : Shojo wa shinju no gotoku (処女は真珠の如く?)
- 1947 : Musume no gyakushū (娘の逆襲?)
- 1948 : Ryosō (旅装?)
- 1948 : Hi no bara (火の薔薇?)
- 1949 : Kimi mate do mo (ja) (君待てども?)
- 1949 : Shūkaidō (愁海棠?)
- 1949 : Ren'ai sanbagarasu (恋愛三羽烏?)

#### Années 1950
- 1950 : Eikō e no michi (栄光への道?)
- 1950 : Haru no shio: Zenpen (春の潮 前篇?)
- 1950 : Haru no shio: Kōhen (春の潮 後篇?)
- 1950 : Eden no umi (エデンの海?)
- 1950 : Okusama ni goyōjin (奥様に御用心?)
- 1951 : Le Plaisir en famille (ja) (我が家は楽し, Waga ya wa tanoshi?)[9]
- 1951 : Koibumi saiban (恋文裁判?)
- 1952 : Yume to shiriseba (ja) (夢と知りせば?)
- 1952 : Vagues (波, Nami?) +Scénariste
- 1953 : Haru no koteki (春の鼓笛?)
- 1953 : Les Aventures de Natsuko (夏子の冒険, Natsuko no boken?)
- 1953 : Yume miru hitobito (夢見る人々?) +Scénariste
- 1953 : Ganpeki (岸壁?)
- 1953 : Tabiji (旅路?)
- 1954 : Kazoku kaigi: Tōkyō hen, Ōsaka hen (家族会議 東京篇、大阪篇?)
- 1954 : Hi wa shizumazu (陽は沈まず?)
- 1954 : Edo no yūbae (江戸の夕映?)
- 1955 : La Vie d'une femme (女の一生, Onna no issho?)
- 1955 : Shuzenji monogatari (ja) (修禅寺物語?)
- 1955 : Akogare (あこがれ?)
- 1955 : Kimi utsukushiku (君美しく?)
- 1956 : Shiroi magyo (白い魔魚?)
- 1956 : Shu to midori (朱と緑 前篇朱の巻 後篇緑の巻?)
- 1956 : Tsuyu no atosaki (つゆのあとさき?) +Scénariste
- 1957 : L'Averse (en) (土砂降り, Doshaburi?)[10] +Scénariste
- 1957 : Le Voyage de collecte (集金旅行, Shūkin ryokō?)[11]
- 1958 : Trahison quotidienne (日日の背信, Nichinichi no haishin?)
- 1958 : Wataru seken wa oni bakari: Boroka no haruaki (渡る世間は鬼ばかり ボロ家の春秋?)
- 1958 : Kamitsukareta kaoyaku (噛みつかれた顔役?)
- 1959 : Haru o matsu hitobito (春を待つ人々?)
- 1959 : Itazura (いたづら?)
- 1959 : Kiken ryokō (危険旅行?)
- 1959 : Asu e no seisō (ja) (明日への盛装?)

#### Années 1960
- 1960 : Koibito (恋人?) +Scénariste
- 1960 : Iroha ni hoheto (いろはにほへと?)
- 1960 : Nami no tō (波の塔?)
- 1961 : Madara onna (斑女?)
- 1961 : Onna no hashi (女の橋?)
- 1961 : Kakō (河口?)
- 1962 : Senkyaku banrai (千客万来?)
- 1962 : Aizen katsura (愛染かつら?)
- 1962 : Kyūjin ryokō (求人旅行?)
- 1962 : Zoku aizen katsura (続・愛染かつら?)
- 1963 : Kyoto (古都, Koto?)[12]
- 1963 : Tsumujikaze (つむじ風?)
- 1963 : Kekkonshiki kekkonshiki (結婚式・結婚式?)
- 1963 : Kagami no naka no razō (鏡の中の裸像?)
- 1964 : Le Contour de la nuit (夜の片鱗, Yoru no henrin?)[13]
- 1964 : Un père de 21 ans (二十一歳の父, Niju issai no chichi?)[14] +Scénariste
- 1965 : Zettai tasū (ぜったい多数?)
- 1965 : Danshun (暖春?) +Scénariste
- 1966 : La Rivière Kii (en) (紀ノ川, Kinokawa?)[15]
- 1967 : Les Trois Visages de l'amour (en) (惜春, Sekishun?)[16] +Scénariste
- 1967 : Portraits de Chieko (智恵子抄, Chieko-shō?)[17]
- 1968 : Sōshun (爽春?) +Scénariste +Scénariste
- 1968 : Mon destin (わが闘争, Waga toso?)[18]
- 1969 : Des jours et des mois (日も月も, Hi mo tsuki mo?)[19]
- 1969 : Kekkon shimazu (結婚します?) +Scénariste
- 1969 : D'amour chante mon cœur (わが恋わが歌, Waga koi waga uta?)[20]

#### Années 1970
- 1970 : Kaze no bojo (風の慕情?)
- 1971 : Yomigaeru daichi (甦える大地?)
- 1971 : Ai to shi (愛と死?)
- 1972 : Tsujigahana (辻が花?)
- 1973 : Shiokari tōge (塩狩峠?)
- 1974 : Trois Vieilles Dames (三婆, Sanbaba?)[21]
- 1975 : Isho shiroi shojo (遺書 白い少女?)
- 1979 : Nichiren (日蓮?) +Scénariste

### Comme scénariste
- 1940 : Binbō gaka (貧乏画家?) de Masaru Kashiwahara
- 1946 : Kigeki wa owarinu (喜劇は終りぬ?) de Hideo Ōba

## Distinctions
Sauf indication contraire, les informations mentionnées dans cette section peuvent être confirmées par la base de données cinématographiques IMDb,  présente dans la section « Liens externes ».

### Récompenses
- 1963 : prix du meilleur film pour Kyoto au Asia-Pacific Film Festival
- 1979 : Médaille au ruban pourpre

### Sélections
- 1952 : en compétition pour la Palme d'or avec Vagues au Festival de Cannes[2]
- 1955 : en compétition pour le Lion d'or avec Shuzenji monogatari à la Mostra de Venise[22]
- 1964 : en compétition pour l'Oscar du meilleur film en langue étrangère avec Kyoto[3]
- 1967 : en compétition pour l'Ours d'or avec Les Trois Visages de l'amour à la Berlinale[16]
- 1968 : en compétition pour l'Oscar du meilleur film en langue étrangère avec Portraits de Chieko[4]